# Macbeth (film, 1913)
Pour les articles homonymes, voir Macbeth.
Pour plus de détails, voir Fiche technique et Distribution.
Macbeth est un film allemand muet, réalisé par l'acteur anglais Arthur Bourchier en 1913.

## Fiche technique
- Titre original : Macbeth
- Pays d'origine :  Empire allemand
- Année : 1913
- Réalisation : Arthur Bourchier
- Histoire : William Shakespeare, d'après sa pièce éponyme
- Société de production : Filmindustrie Heidelberg
- Photographie : Carl Hoffmann
- Format : Noir et blanc – 1,37:1 – Muet
- Genre : Drame
- Durée : 50 minutes

## Distribution
- Arthur Bourchier : Macbeth
- Violet Vanbrugh (en) : Lady Macbeth